# Светко Ковач
Светко Ковач (Зови До код Невесињa, 19. новембар 1951) је пензинонисани генерал-мајор Војске Србије и Црне Горе. Бивши је директор Војнобезбедносне агенције.

## Биографија
Рођен 19. новембра 1951. године у селу Зови До, општина Невесиње, од оца Видака и мајке Стане. Основну школу је завршио 1966. године а гимназију 1970. године. Након завршене гимназије уписује Војну академију у Београду смер оклопне и механизоване јединице. Академију завршава 1974, када је произведен у чин потпоручника, и распоређен на дужност командира 2. вода 2. тенковске чете 1. оклопног батаљона у 329. оклопној бригадни. Следеће 1975. унапређен је у чин поручника и постављен за командира извиђачког вода у истој бригади 7. армије. На овој дужности налазио се годину дана и већ 1976. прекомандован је на дужност официра у 1. воду официрске чете, официрског батаљона у Гардијској бригади. Током службовања у гарди унапређен је у чин капетана. У том периоду био је ордонанс председника Тита и лични пратилац Јованке Броз. Пратио је председника СФРЈ на бројим путовањима, а нарочито се истиче пут у Хавану на Шесту конференцију самита Несврстаних 1979. године. Од 1980. године је на дужности начелника безбедности 1. гардијског оклопног пука 1. пролетерске гардијске пешадијске дивизије у саставу 1. армије. На овој дужности проводи шест година и 1984. унапређен је чин мајора. Године 1986. премештен је за референта безбедности у истој дивизији и на овој дужности се задржао годину дана. Наредне 1987. променио је две дужности. Прву дужност референта за оперативне послове у Контраобавештајној групи при команди 1. армије обављао је краткотрајно а већ исте године премештен је за помоћника начелника и унапређен у чин потпуковника. У том периоду започиње школовање у Командо-штабној школи тактике Копнене војске на смеру за војну безбедност. Усавршавање завршава 1989. године и премештен је за помоћника начелника Контра-обавештајне групе 1. војне области. Исте године уследила је нова дужност и премештај на функцију начелника кабинета у команди 1. војне области. Вршилац дужности помоћника начелника Органа безбедности Команде 1. војне области постаје 1991. године. Наредне 1992. је вршилац дужности помоћника начелника Оделења безбедности у Сектору за безбедносно-обашетајне послове у Команди 1. армије. Следеће 1993. је помоћник начелника Оделења безбедносног Сектора за безбедносно-обашетајне послове у Команди 1. армије. Године 1994. постављен је за начелника Одсека за контраобавештајне оделења безбедности Команде 1. армије. Након две године 1996. именован је на дужност начелника Одељења безбедности у Савезном министарству одбране. Дужност ће обављати пет година до 2001. је упућен у 45. класу Школе националне одбране на генералштабно усавршавање. По завршетку усавршавања постављен је за заменика начелника Управе безбедности Генералштаба. Реорганизацијом у Генералштабу дотадашња управа Безбедности је преименована у Војно-безбедносну агенцију. Од 2004. је постављен за вршиоца дужности директора ВБА и унапређен је чин генерал-мајора. Наредне 2005. је пензионисан али је потврђен на истој дужности. Функцију директора ВБА обављао је до 2014. године.

## Награде и признања
Носилац је више ордена, медаља, међу којима се истичу: Орден за војне заслуге са сребрним мачевима (1976), Орден заслуга за народ са сребрном звездом (1980), Орден народне армије са сребрном звездом (1985), Орден за војне заслуге са златним мачевима (1990) и Орден Војске Југославије првог степена (2000).

## Унапређења у чинове
| Година |  | Чин             |
| ------ |  | --------------- |
| 1974   |  | потпоручник     |
| 1975   |  | поручник        |
| 1978   |  | капетан         |
| 1980   |  | капетан I класе |
| 1984   |  | мајор           |
| 1988   |  | потпуковник     |
| 1993   |  | пуковник        |
| 2004   |  | генерал-мајор   |

### Књиге
- Војна служба безбедности у Србији, Београд 2013. (коаутор са И. Поповић Григоров).
- Случај Ранковић: из архива КОС-а, Београд 2014. и 2016. (коаутор са Б. Димитријевић и И. Поповић Григоров).
- Енигма и рат у Југославији, Београд 2017.
- Официр са пет досијеа, Београд 2019.
- Невесиње: монографија, Београд 2019. (коаутор са групом аутора).
- Тајни досије Ранковић: Из архиве УДБЕ И КОС-а. Први део, Београд 2020.
- Тајни досије Ранковић: Из архиве УДБЕ И КОС-а. Други део, Београд 2020.
- Случај Николиш: злоупотреба политичке моћи, Београд 2023.

### Документарни филмови и емисије
- Тајне службе Србије
- Јованка Броз и тајне службе
- Друг Марко
- Невесињска пушка